# بکفوش
بکفوش (به سوئدی: Bäckefors) یک منطقهٔ مسکونی در سوئد است که در بخش بنگسفوش واقع شده‌است. بکفوش ۱٫۴۰ کیلومتر مربع مساحت و ۶۷۳ نفر جمعیت دارد.